# 普雷米扬
普雷米扬（法語：Prémian，法語發音：[pʁemjɑ̃]）是法国埃罗省的一个市镇，属于贝济耶区。

## 地理
普雷米扬（43°31'27"N, 2°49'50"E）面积16.69 平方千米，位于法国奧克西塔尼大區埃罗省，该省份为法国南部沿海省份，南濒地中海，西南接奥德省，西北接塔恩省和阿韦龙省，东北与加尔省接壤。
与普雷米扬接壤的市镇（或旧市镇、城区）包括：阿古河畔弗赖斯、里奥尔斯、圣艾蒂安-达尔巴尼昂。

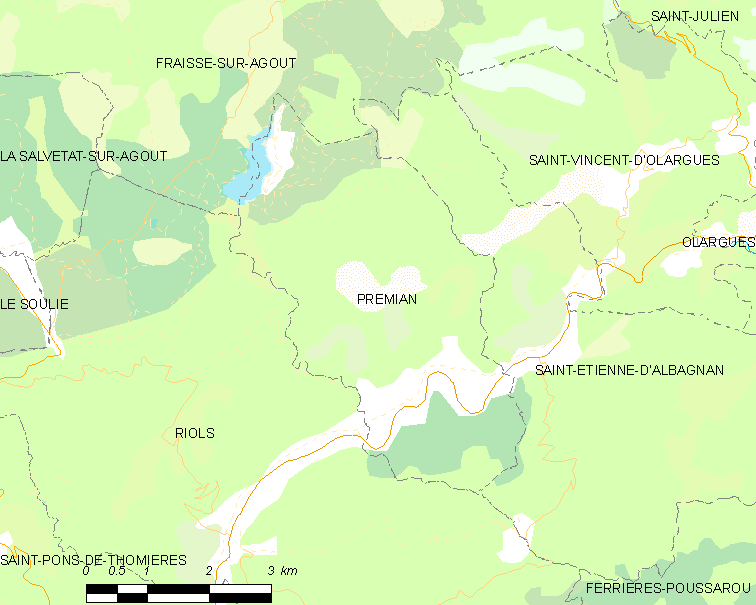
普雷米扬的OSM定位图

普雷米扬的时区为UTC+01:00、UTC+02:00（夏令时）。

## 行政
普雷米扬的邮政编码为34390，INSEE市镇编码为34219。

## 政治
普雷米扬所属的省级选区为圣庞斯德托米耶尔县。

## 人口

1962-2008年间普雷米扬人口变化图示

普雷米扬于2022年1月1日时的人口数量为484人。